# Hybomitra rotundabdominis
Hybomitra rotundabdominis är en tvåvingeart som beskrevs av Wang 1982. Hybomitra rotundabdominis ingår i släktet Hybomitra och familjen bromsar. Inga underarter finns listade i Catalogue of Life.